# Integreat
Integreat (früherer Projektname: Refguide+) ist eine Open Source Mobile App, die auf nach Deutschland Geflüchtete und Migranten zugeschnittene lokale Informationen und Angebote verfügbar macht. Die Inhalte werden dabei von lokalen Organisationen, beispielsweise von Kommunalverwaltungen oder Integrationsbeauftragten gepflegt und in jeweils vor Ort relevanten Sprachen verfügbar gemacht. Entwickelt wurde sie von der Tür an Tür – Digitalfabrik gGmbH (vormals Tür an Tür – Digital Factory gGmbH) in Augsburg zusammen mit einem Team aus Forschern und Studenten der TU München.

## Historie
Im Jahr 1997 veröffentlichte der Augsburger Verein „Tür an Tür“, der sich seit 1992 für Flüchtlinge einsetzt, die Broschüre „First Steps“, die lokale Alltagsfragen beantwortet. Da sich Adressen und Ansprechpartner schnell ändern, sind einige Informationen bereits nach wenigen Wochen veraltet. Studenten der Wirtschaftsinformatik der TU München entwickelten deshalb zusammen mit dem Verein und dem Sozialreferat der Stadt Augsburg binnen acht Monaten die App Integreat. Die App wurde daraufhin binnen Monaten von weiteren Städten und Landkreisen ebenfalls eingesetzt. Zum 3. Februar 2022 sind Informationen an 72 Standorten verfügbar, darunter München, Dortmund, Nürnberg und Augsburg.

## Wirkungsweise
Flüchtlinge benötigen Informationen zu Bereichen Registrierung, Ansprechpartner, Gesundheitsvorsorge, Bildung, Familie, Arbeit und Alltag.
Integreat versucht Flüchtlinge mit diesen Informationen zu versorgen, indem diese ihre geographische Position auswählen und örtlich relevante Informationen erhalten. Diese Informationen sind nach Öffnen der App offline verfügbar, um sie auch ohne Internetverbindung nutzen zu können. Außerdem werden die Inhalte in die Muttersprachen der Flüchtlinge und Migranten übersetzt, um den Zugang zu erleichtern. Die Inhalte sind mit einer CC BY 4.0 Lizenz versehen, um Kollaboration und Übersetzung zwischen den Inhalteerstellern und Verbreitung der Inhalte zu erleichtern.
Integreat kommt mittlerweile auch für eine breitere migrantische Zielgruppe zum Einsatz und kann laut eigener Aussage auch Fachkräfte, Ehrenamtliche und Beratungsstellen unterstützen.

## Standorte
(Quelle:)

### Baden-Württemberg
- Alb-Donau-Kreis
- Bodenseekreis
- Landkreis Heidenheim
- Landkreis Karlsruhe
- Landkreis Konstanz
- Landkreis Ludwigsburg
- Landkreis Schwäbisch Hall
- Landkreis Tübingen
- Ortenaukreis
- Schwäbisch Hall

### Bayern
- Ansbach
- Augsburg
- Dachau
- Hofer Land
- Kaufbeuren
- Landkreis Ansbach
- Landkreis Augsburg
- Landkreis Bad Kissingen
- Landkreis Coburg
- Landkreis Dillingen an der Donau
- Landkreis Erlangen-Höchstadt
- Landkreis Garmisch-Partenkirchen
- Landkreis Neuburg-Schrobenhausen
- Landkreis Nürnberger Land
- Landkreis Ostallgäu
- Landkreis Rottal-Inn
- Landkreis Starnberg
- Landkreis Weilheim-Schongau
- Landkreis Weißenburg-Gunzenhausen
- Landkreis Wunsiedel im Fichtelgebirge
- München
- Nürnberg
- Region Amberg (Amberg und Landkreis Amberg)
- Region Bayreuth (Bayreuth und Landkreis Bayreuth)
- Region Fürth (Fürth und Landkreis Fürth)
- Regensburg
- Rosenheim

### Brandenburg
- Landkreis Potsdam-Mittelmark

### Hessen
- Hochtaunuskreis
- Lahn-Dill-Kreis
- Landkreis Bergstraße
- Landkreis Gießen
- Landkreis Hersfeld-Rotenburg
- Landkreis Marburg-Biedenkopf
- Odenwaldkreis
- Rüsselsheim am Main
- Schwalm-Eder-Kreis

### Nordrhein-Westfalen
- Bocholt
- Bochum
- Dormagen
- Dortmund
- Herne
- Kaarst
- Kreis Euskirchen
- Kreis Höxter
- Kreis Olpe
- Kreis Viersen
- Rheinberg

### Niedersachsen
- Landkreis Rotenburg (Wümme)
- Landkreis Vechta
- Lüneburg

### Rheinland-Pfalz
- Kaiserslautern
- Landkreis Alzey-Worms
- Landkreis Germersheim
- Landau in der Pfalz
- Rhein-Pfalz-Kreis
- Saarburg

### Sachsen-Anhalt
- Burgenlandkreis

### Schleswig-Holstein
- Kreis Segeberg

## Auszeichnungen
- 2016: 10. Engagementpreis der Friedrich-Ebert-Stiftung[9]
- 2016: 9. Integrationspreis der Regierung von Schwaben[10]
- 2016: Future Award in der Kategorie „Technology“[11]
- 2016: Gewinnerteam in der Kategorie „Soziale Gesellschaft“, Wettbewerb GENERATION-D[12]
- 2017: Auszeichnung „Helden der Heimat“ der Adalbert-Raps-Stiftung[13]
- 2017: Social Impact Award der TUM School of Management[14]
- 2018: Leuchtturmprojekt – Google Impact Challenge[15]
- 2019: Sonderpreis Startup Award beim IT-Wettbewerb „CIO des Jahres“ von Computerwoche und CIO-Magazin[16]
- 2020: Gewinner des Augsburger Zukunftspreis 2020[17]

## Vergleichbare mobile Anwendungen
Zu weiteren mobilen Apps, die ebenso eine erste Orientierung für Flüchtlinge geben sollen, zählen die App Ankommen, ein Gemeinschaftsprojekt des Bundesamts für Migration und Flüchtlinge, des Goethe-Instituts, der Bundesagentur für Arbeit und des Bayerischen Rundfunks, die als Wegbegleiter für die ersten Wochen in Deutschland gedacht ist, und die Welcome App, eine durch Unternehmen geförderte Non-Profit-Initiative für Informationen über Deutschland und Asylverfahren mit regionalen Schwerpunkt, sowie ein Buch der Konrad-Adenauer-Stiftung (KAS) und des Verlag Herder mit entsprechender App Deutschland – Erste Informationen für Flüchtlinge als Wegbegleiter für arabischsprachige Flüchtlinge in Deutschland.